# Moulin du Belcan
Le moulin du Belcan est situé sur le territoire de la commune de Naours, dans le département de la Somme, il se trouve dans le domaine de la Cité souterraine de Naours.

## Historique
Il existait jusqu'au XVIIe siècle des moulins situés sur la colline du Guet qui domine le village de Naours. Outre leur fonction économique, ces moulins permettaient d'observer les alentours et de donner l'alerte en cas de danger. Les moulins disparurent au cours de la guerre de Trente Ans, au XVIIe siècle.
Le moulin du Belcan était un moulin à huile qui existait avant la Révolution française mais qui était situé à Linselles dans le département du Nord. Il appartenait à Jean-Baptiste Delbecque, marchand huilier à Linselles, vers 1800 puis fut vendu à un cultivateur, Antoine Joseph Lefebvre. En 1910, il appartint à la veuve de son fils qui le loua à Emile Vandamme. La production d'huile s'arrêta en 1910, 
En 1960, le propriétaire de la Cité souterraine de Naours acheta ce moulin, le fit démonter puis remonter sur la colline du Guet à Naours. Le moulin du Belcan est protégé au titre des monuments historiques : inscription par arrêté du 27 avril 1961.

## Caractéristiques
Le moulin du Belcan est un moulin sur pivot construit en bois. Ses ailes devaient être couvertes de toiles. Aujourd'hui, le moulin n'est plus en état de fonctionner, on ne peut voir que l'extérieur.